# Gira Bipolar
La Bipolar Gira fue la gira musical realizada por el grupo uruguayo El Cuarteto de Nos para promover su duodecimo disco de estudio Bipolar, lanzado en noviembre de 2009. El tour empezó el 2 de diciembre de 2009 en Buenos Aires, Argentina y finalizó el 17 de marzo de 2012 en Montevideo, Uruguay, tras dos años y tres meses en diversos países de Sudamérica y México.
Este LP contiene once canciones inéditas y una nueva versión de "Me amo", de Cortamambo. Su lanzamiento oficial fue el 17 de noviembre de 2009, bajo el sello Warner Music. El primer sencillo del LP fue "El hijo de Hernández".
A fines de abril de ese año se filtró en la página web Taringa! gran parte del LP mientras aún se estaba trabajando en él. Juan Campodónico, productor artístico, se lamentó mucho sobre lo ocurrido y dijo que esto estaba "dañando mucho el trabajo", tanto del grupo como de la gente que lo grabó.
Existen algunas diferencias entre la versión filtrada y la versión final. En la versión final, la línea "Si no se van voy a saltar" en Doble Identidad se encuentra recortada al igual que el final en Primavera, la versión filtrada del tema Breve descripción de mi persona no contiene una introducción, la portada de la versión filtrada contiene el título del LP en un fondo negro, las pistas en esta se encuentran en un orden diferente y Mi lista negra no está presente.
En total, el LP recibió más de 4 millones de descargas en el tiempo que estuvo disponible hasta el 14 de mayo del mismo año, ya que RapidShare bloqueó los archivos. El 21 de enero de 2024, tras casi 15 años perdida, un usuario de Reddit encontró mediante Wayback Machine la versión filtrada y la publicó.
Previo al inicio de la gira, el histórico guitarrista miembro fundador Riki Musso dejaba la banda tras 31 años en total y 8 de forma ininterrumpida. Ricardo dice que uno de los principales motivos que tuvo para salir de la banda fue que se transformó en otra cosa, gozando de buena salud empresarial pero no estética. Además señala que para este LP (el cual, declarado por él, no le gustó nada) grabó algunas guitarras pero ninguna de ellas fue incluida en el producto final. En una de las críticas más duras que le otorgó al grupo fue un intento de repetir la misma fórmula de Raro todos los años, encontrándolo igual de penoso que repetir Otra Navidad en las Trincheras. En contraposición a los últimos productos de la banda, Ricardo sitúa a su disco ¡Formidable!.Tras su salida, llegaron Gustavo Antuña para suplirlo y Santiago Marrero en teclados reemplazando a Andrés Bedó quien había abandonado al grupo hace 21 años pero nunca se lo había sustituido.

## Conciertos
| Fecha                    | Ciudad                 | País                 | Recinto                               |
| Primera Etapa - 2009     | Primera Etapa - 2009   | Primera Etapa - 2009 | Primera Etapa - 2009                  |
| ------------------------ | ---------------------- | -------------------- | ------------------------------------- |
| Sudamérica               |                        |                      |                                       |
| 2 de diciembre de 2009   | Buenos Aires           | Argentina            | Canal CM                              |
| 4 de diciembre de 2009   | Buenos Aires           | Argentina            | Vorterix                              |
| 5 de diciembre de 2009   | Buenos Aires           | Argentina            | Vorterix                              |
| Segunda Etapa - 2010     |                        |                      |                                       |
| Sudamérica               |                        |                      |                                       |
| 15 de enero de 2010      | La Tuna                | Uruguay              | Club Los Titanes                      |
| 16 de enero de 2010      | Punta del Este         | Uruguay              | Mantra Resort & Spa Punta Del Este    |
| 17 de enero de 2010      | Villa Gesell           | Argentina            | Pueblo Límite                         |
| 18 de enero de 2010      | Villa Gesell           | Argentina            | Pueblo Límite                         |
| 19 de enero de 2010      | Mar del Plata          | Argentina            | Gap                                   |
| 20 de enero de 2010      | San Bernardo           | Argentina            | Zum                                   |
| 21 de enero de 2010      | Necochea               | Argentina            | Om Teatro Bar – Necochea              |
| 22 de enero de 2010      | Mar del Plata          | Argentina            | La Morocha, Mar del Plata             |
| 12 de febrero de 2010    | Cosquín                | Argentina            | Cosquín Rock                          |
| 19 de marzo de 2010      | Rosario                | Argentina            | Willie Dixon – Rosario                |
| 20 de marzo de 2010      | San Justo              | Argentina            | Circus Bar                            |
| 21 de marzo de 2010      | La Plata               | Argentina            | El Teatro Bar                         |
| 23 de marzo de 2010      | Lomas de Zamora        | Argentina            | P'tecos                               |
| 2 de abril de 2010       | Chuy                   | Uruguay              | Almo2bar                              |
| 14 de abril de 2010      | Buenos Aires           | Argentina            | Estadio Monumental                    |
| 16 de abril de 2010      | Montevideo             | Uruguay              | Teatro de Verano Ramón Collazo        |
| 15 de mayo de 2010       | Córdoba                | Argentina            | XL • El templo del Abasto             |
| 21 de mayo de 2010       | Buenos Aires           | Argentina            | Bicentenario de la Revolución de Mayo |
| 19 de junio de 2010      | Buenos Aires           | Argentina            | Luna Park                             |
| 14 de agosto de 2010     | Punta del Este         | Uruguay              | Mantra Resort & Spa Punta Del Este    |
| 24 de agosto de 2010     | Montevideo             | Uruguay              | Plaza Prado                           |
| 17 de septiembre de 2010 | Haedo                  | Argentina            | Auditorio Oeste                       |
| 18 de septiembre de 2010 | Córdoba                | Argentina            | Club F                                |
| 24 de septiembre de 2010 | Santa Fe               | Argentina            | Foro Cultural Universitario           |
| 26 de septiembre de 2010 | Lomas de Zamora        | Argentina            | P'tecos                               |
| 7 de octubre de 2010     | Caracas                | Venezuela            | Anfiteatro del Centro Sambil Caracas  |
| 9 de octubre de 2010     | Medellín               | Colombia             | BUCKEL BAR                            |
| 10 de octubre de 2010    | Cajicá                 | Colombia             | Nem-Catacoa Festival                  |
| 28 de octubre de 2010    | Mar del Plata          | Argentina            | Gap                                   |
| 29 de octubre de 2010    | Buenos Aires           | Argentina            | Groove Beach Club                     |
| 30 de octubre de 2010    | Buenos Aires           | Argentina            | Groove Beach Club                     |
| 31 de octubre de 2010    | Buenos Aires           | Argentina            | Groove Beach Club                     |
| 12 de noviembre de 2010  | Santiago de Chile      | Chile                | La Batuta                             |
| 13 de noviembre de 2010  | Santiago de Chile      | Chile                | La Batuta                             |
| 14 de noviembre de 2010  | Quito                  | Ecuador              | Quito Fest                            |
| 17 de noviembre de 2010  | Niterói                | Brasil               | Teatro João Caetano                   |
| 27 de noviembre de 2010  | La Plata               | Argentina            | LP Music Festival                     |
| 4 de diciembre de 2010   | Buenos Aires           | Argentina            | León rock                             |
| 5 de diciembre de 2010   | General San Martín     | Argentina            | General Rock Page                     |
| 19 de diciembre de 2010  | San Isidro             | Argentina            | Festival de Arte Joven⚡              |
| Norteamérica             |                        |                      |                                       |
| 21 de febrero de 2010    | Ciudad de México       | México               | Lunario del Auditorio Nacional        |
| 24 de febrero de 2010    | Ciudad de México       | México               | El Imperial                           |
| 24 de abril de 2010      | Ciudad de México       | México               | Estadio GNP Seguros                   |
| 25 de abril de 2010      | Ciudad de México       | México               | Vive Latino                           |
| Tercera Etapa - 2011     |                        |                      |                                       |
| Sudamérica               |                        |                      |                                       |
| 26 de enero de 2011      | Porto Alegre           | Brasil               | Opinião                               |
| 18 de febrero de 2011    | San Miguel             | Argentina            | XLR Club                              |
| 19 de febrero de 2011    | San Miguel de Tucumán  | Argentina            | Rock en el Valle                      |
| 20 de febrero de 2011    | Salta                  | Argentina            | Beelzebul Bandas en Vivo - Resto Bar  |
| 27 de febrero de 2011    | Salta                  | Argentina            | Estadio Padre Ernesto Martearena      |
| 6 de abril de 2011       | Buenos Aires           | Argentina            | Estadio Alberto J. Armando            |
| 13 de abril de 2011      | Montevideo             | Uruguay              | Cine Plaza                            |
| 22 de abril de 2011      | Paysandú               | Uruguay              | Semana de la Cerveza Paysandu         |
| 28 de abril de 2011      | Temperley              | Argentina            | Auditorio Sur                         |
| 29 de abril de 2011      | Rosario                | Argentina            | Willie Dixon – Rosario                |
| 30 de abril de 2011      | Haedo                  | Argentina            | Auditorio Oeste                       |
| 18 de junio de 2011      | Asunción               | Paraguay             | Rivera Club Bar                       |
| 25 de junio de 2011      | Córdoba                | Argentina            | Palmbeach Disco \| Córdoba            |
| 6 de julio de 2011       | Buenos Aires           | Argentina            | Fox Sports Argentina                  |
| 10 de julio de 2011      | La Banda               | Argentina            | Salamanca Rock                        |
| 17 de septiembre de 2011 | Lomas de Camello       | Uruguay              | Café Cinema Carmelo                   |
| 24 de septiembre de 2011 | Buenos Aires           | Argentina            | Pepsi Music                           |
| 25 de septiembre de 2011 | Mar del Plata          | Argentina            | Abbey Road                            |
| 10 de octubre de 2011    | Montevideo             | Uruguay              | Bicentenario de Uruguay               |
| 22 de octubre de 2011    | Maldonado              | Uruguay              | Plaza San Fernando de Maldonado       |
| 24 de octubre de 2011    | Colonia del Sacramento | Uruguay              | Centro Social Nueva Unión             |
| 26 de octubre de 2011    | Caracas                | Venezuela            | Holic                                 |
| 28 de octubre de 2011    | Caracas                | Venezuela            | El Teatro BAR                         |
| 29 de octubre de 2011    | Barquisimeto           | Venezuela            | Salon Paso Real                       |
| 16 de noviembre de 2011  | Niterói                | Brasil               | Teatro João Caetano                   |
| 17 de noviembre de 2011  | Niterói                | Brasil               | Teatro João Caetano                   |
| 19 de noviembre de 2011  | Belém                  | Brasil               | Se Rasgum                             |
| 28 de noviembre de 2011  | Sunchales              | Argentina            | LOW Centro Cultural                   |
| 16 de diciembre de 2011  | Santiago de Chile      | Chile                | Club Amanda                           |
| 17 de diciembre de 2011  | Buenos Aires           | Argentina            | Budweiser Music on the Road           |
| Cuarta Etapa - 2012      |                        |                      |                                       |
| Sudamérica               |                        |                      |                                       |
| 22 de enero de 2012      | Villa María            | Argentina            | Costanera Villa María                 |
| 28 de enero de 2012      | Atlántida              | Uruguay              | Atlántida Country Club                |
| 18 de febrero de 2012    | Punta Ballena          | Uruguay              | Medio y Medio                         |
| 17 de marzo de 2012      | Montevideo             | Uruguay              | Rambla de Punta Carretas              |